# What We Do in the Shadows (film)
What We Do in the Shadows is een Nieuw-Zeelandse komische horrorfilm uit 2014 geschreven en geregisseerd door Taika Waititi en Jemaine Clement. De film ging in première op 19 januari op het Sundance Film Festival.

## Verhaal
Deze mockumentary brengt het verhaal van drie vampieren Viago, Vladislav en Deacon, respectievelijk 379, 862 en 183 jaar oud. Ze zien er menselijk uit en wonen in een buitenwijk van Wellington in Nieuw-Zeeland waar het lastig is nieuwe vrienden te maken gezien hun dorst naar bloed. Wanneer Petyr, hun 8000-jarige ex-huisgenoot een twintigjarige student Nick verandert in een vampier, nemen ze hem in huis. Ze schakelen zijn hulp in om hen zaken bij te brengen over mode, technologie, internet en het hedendaagse uitgaansleven.

## Rolverdeling
| Acteur               | Personage |
| -------------------- | --------- |
| Taika Waititi        | Viago     |
| Jemaine Clement      | Vladislav |
| Jonathan Brugh       | Deacon    |
| Ben Fransham         | Petyr     |
| Jackie Van Beek      | Jackie    |
| Cori Gonzalez-Macuer | Nick      |
| Stu Rutherford       | Stu       |
| Rhys Darby           | Anton     |

## Prijzen & nominaties
| jaar | prijs                                         | categorie                                | genomineerde(n)                 | uitslag     |
| ---- | --------------------------------------------- | ---------------------------------------- | ------------------------------- | ----------- |
| 2014 | Internationaal filmfestival van Berlijn       | Generation 14plus - Best Film            | Taika Waititi & Jemaine Clement | Genomineerd |
| 2014 | Neuchâtel International Fantasy Film Festival | Audience Award                           | Taika Waititi & Jemaine Clement | Gewonnen    |
| 2014 | Filmfestival van Sitges                       | Beste film                               | Taika Waititi & Jemaine Clement | Gewonnen    |
| 2014 | Internationaal filmfestival van Toronto       | People's Choice Award - Midnight Madness | Taika Waititi & Jemaine Clement | Gewonnen    |
| 2014 | International filmfestival van Warschau       | Audience Award - Fiction Feature Films   | Taika Waititi & Jemaine Clement | Gewonnen    |